# Kai Johnsson
Kai P. Johnsson (* 15. Oktober 1963 in Bad Hersfeld) ist ein deutsch-schweizerischer Chemiker am Max-Planck-Institut für medizinische Forschung. Er ist vor allem für seine Arbeiten zur Proteinmarkierung in lebenden Zellen bekannt, darunter SNAP-Tag, CLIP-Tag und ACP-Tag.

## Leben und Wirken
Johnsson erwarb in Kassel das Abitur und studierte nach seinem Zivildienst in einer Einrichtung für Menschen mit geistigen Handicaps zunächst an der Technischen Universität Berlin Chemie bis zum Vordiplom. Er erwarb 1988 an der ETH Zürich das Diplom und 1992 ebendort mit der Arbeit Aspekte enzymatischer Katalyse in entworfenen Polypeptiden bei Steven A. Benner einen Ph.D. in Chemie. Als Postdoktorand arbeitete er bei Peter G. Schultz an der University of California, Berkeley. Eine erste eigene Arbeitsgruppe hatte Johnsson ab 1993 bei Günter von Kiedrowski an der Ruhr-Universität Bochum, bevor er 1996 zunächst an die Universität Lausanne und dann an die École polytechnique fédérale de Lausanne (EPFL) berufen wurde, wo er bis 2009 zu einer ordentlichen Professur am Institut für Chemiewissenschaften und Ingenieurwesen aufstieg.
Kai Johnsson ist seit 2017 am Max-Planck-Institut für medizinische Forschung in Heidelberg. Hier ist er (Stand 2023) geschäftsführender Direktor und steht als Direktor der Abteilung für chemische Biologie vor. An der EPFL hat er weiterhin eine Gastprofessur inne.
Johnsson hat laut Google Scholar einen h-Index von 67, laut Datenbank Scopus einen von 58 (jeweils Stand April 2023). Seit 2021 ist er Herausgeber des Journal of the American Chemical Society.
Kai Johnsson ist verheiratet und hat zwei Kinder. Seit 2015 hat er die Schweizer Staatsbürgerschaft. Sein Bruder ist der Ulmer Molekulargenetiker Nils Johnsson.

## Auszeichnungen (Auswahl)
- 2012 Mitglied der European Molecular Biology Organization (EMBO)[5]
- 2016 Karl Heinz Beckurts-Preis der Karl Heinz Beckurts-Stiftung[6]
- 2019 Mitglied der Heidelberger Akademie der Wissenschaften[4]
- 2021 Familie-Hansen-Preis der Bayer AG[7]